# Írország a 2008. évi nyári olimpiai játékokon
Írország a kínai Pekingben megrendezett 2008. évi nyári olimpiai játékok egyik részt vevő nemzete volt. Az országot az olimpián 12 sportágban 54 sportoló képviselte, akik összesen 3 érmet szereztek.

## Érmesek
| Érem  | Versenyző         | Sportág   | Versenyszám  |
| ----- | ----------------- | --------- | ------------ |
| Ezüst | Kenneth Egan      | Ökölvívás | Félnehézsúly |
| Bronz | Paddy Barnes      | Ökölvívás | Papírsúly    |
| Bronz | Darren Sutherland | Ökölvívás | Középsúly    |

## Atlétika
Férfi

| Paul Hession     | 200 m           | 20,59    | 3. | 11.  | 20,32                      | 1.                         | 6.                         | 20,38   | 5.      | 10.     | kiesett       | kiesett       | kiesett | kiesett | kiesett |
| David Gillick    | 400 m           | 45,83    | 4. | 30.  | kiesett                    | kiesett                    | kiesett                    | kiesett | kiesett | kiesett | kiesett       | kiesett       |         |         |         |
| Thomas Chamney   | 800 m           | 1:47,66  | 5. | 35.* | kiesett                    | kiesett                    | kiesett                    | kiesett | kiesett | kiesett | kiesett       | kiesett       |         |         |         |
| Alistair Cragg   | 1500 m          | 3:44,90  | 8. | 38.  | kiesett                    | kiesett                    | kiesett                    | kiesett | kiesett | kiesett | kiesett       | kiesett       |         |         |         |
| Alistair Cragg   | 5000 m          | 13:38,57 | 6. | 14.  | sérülés miatt visszalépett | sérülés miatt visszalépett | sérülés miatt visszalépett | kiesett | kiesett | kiesett | kiesett       | kiesett       |         |         |         |
| Robert Heffernan | 20 km gyaloglás |          |    |      |                            |                            |                            |         |         |         | 1:20:36       | 8.            |         |         |         |
| Jamie Costin     | 50 km gyaloglás |          |    |      |                            |                            |                            |         |         |         | 4:15:16       | 44.           |         |         |         |
| Colin Griffin    | 50 km gyaloglás |          |    |      |                            |                            |                            |         |         |         | kizárták      | kizárták      |         |         |         |
| Fagan Martin     | Maraton         |          |    |      |                            |                            |                            |         |         |         | nem ért célba | nem ért célba |         |         |         |

Női

| Versenyző         | Versenyszám     | Előfutam | Előfutam | Előfutam | Negyeddöntő | Negyeddöntő | Negyeddöntő | Elődöntő | Elődöntő | Elődöntő | Döntő   | Döntő    |
| Versenyző         | Versenyszám     | Idő      | Hely.    | Össz.    | Idő         | Hely.       | Össz.       | Idő      | Hely.    | Össz.    | Idő     | Helyezés |
| ----------------- | --------------- | -------- | -------- | -------- | ----------- | ----------- | ----------- | -------- | -------- | -------- | ------- | -------- |
| Joanne Cuddihy    | 400 m           | 53,32    | 6.       | 37.      | kiesett     | kiesett     | kiesett     | kiesett  | kiesett  | kiesett  | kiesett | kiesett  |
| Derval O’Rourke   | 100 m gát       | 13,22    | 6.       | 27.      | kiesett     | kiesett     | kiesett     | kiesett  | kiesett  | kiesett  | kiesett | kiesett  |
| Michelle Carey    | 400 m gát       | 57,99    | 7.       | 25.      | kiesett     | kiesett     | kiesett     | kiesett  | kiesett  | kiesett  | kiesett | kiesett  |
| Fionnuala Britton | 3000 m akadály  | 9:43,57  | 10.      | 27.      |             |             |             |          |          |          | kiesett | kiesett  |
| Raisin McGettigan | 3000 m akadály  | 9:28,92  | 2.       | 13.      |             |             |             |          |          |          | 9:55,89 | 14.      |
| Olive Loughnane   | 20 km gyaloglás |          |          |          |             |             |             |          |          |          | 1:27:45 | 7.       |
| Pauline Curley    | Maraton         |          |          |          |             |             |             |          |          |          | 2:47:16 | 63.      |

| Versenyző        | Versenyszám   | Selejtező | Selejtező | Döntő    | Döntő    |
| Versenyző        | Versenyszám   | Eredmény  | Helyezés  | Eredmény | Helyezés |
| ---------------- | ------------- | --------- | --------- | -------- | -------- |
| Elieen O’Keeffee | Kalapácsvetés | 67,66 m   | 23.       | kiesett  | kiesett  |

* - egy másik versenyzővel azonos időt ért el

## Evezés
Férfi

| Versenyző                                                    | Versenyszám                          | Előfutam | Előfutam | Vigaszág | Vigaszág | Elődöntő | Elődöntő | Elődöntő | Döntő | Döntő   | Döntő | Helyezés |
| Versenyző                                                    | Versenyszám                          | Idő      | Hely.    | Idő      | Hely.    | Típus    | Idő      | Hely.    | Típus | Idő     | Hely. | Helyezés |
| ------------------------------------------------------------ | ------------------------------------ | -------- | -------- | -------- | -------- | -------- | -------- | -------- | ----- | ------- | ----- | -------- |
| Sean Casey Jonno Devlin Cormac Folan Sean O’Neill            | Kormányos nélküli négyes             | 6:02,85  | 3.       |          |          | A/B      | 5:58,14  | 6.       | B     | 6:07,85 | 4.    | 10.      |
| Richard Archibald Paul Griffin Cathal Moynihan Gearoid Towey | Könnyűsúlyú kormányos nélküli négyes | 5:52,32  | 4.       | 6:21,79  | 1.       | A/B      | 6:13,85  | 4.       | B     | 6:06,02 | 4.    | 10.      |

## Kajak-kenu

### Szlalom
Férfi

| Versenyző      | Versenyszám | Selejtező | Selejtező | Selejtező | Selejtező | Selejtező  | Selejtező  | Elődöntő | Elődöntő | Döntő | Döntő | Összesítés | Összesítés |
| Versenyző      | Versenyszám | 1. futam  | 1. futam  | 2. futam  | 2. futam  | Összesítés | Összesítés | Elődöntő | Elődöntő | Döntő | Döntő | Összesítés | Összesítés |
| Versenyző      | Versenyszám | Pont      | Hely.     | Pont      | Hely.     | Pont       | Hely.      | Pont     | Hely.    | Pont  | Hely. | Pont       | Helyezés   |
| -------------- | ----------- | --------- | --------- | --------- | --------- | ---------- | ---------- | -------- | -------- | ----- | ----- | ---------- | ---------- |
| Eoin Rheinisch | Kajak egyes | 88,52     | 18.       | 87,81     | 12.       | 176,33     | 15.        | 88,85    | 10.      | 88.06 | 4.    | 176,91     | 4.         |

## Kerékpározás

### Hegyi-kerékpározás
Férfi

| Versenyző     | Versenyszám        | Idő           | Helyezés      |
| ------------- | ------------------ | ------------- | ------------- |
| Robin Seymour | Férfi terepverseny | nem ért célba | nem ért célba |

### Országúti kerékpározás
Férfi

| Versenyző      | Versenyszám   | Idő               | Helyezés |
| -------------- | ------------- | ----------------- | -------- |
| Philip Deignan | Mezőnyverseny | 06:39:42 (+15:53) | 80.      |
| Nicholas Roche | Mezőnyverseny | 06:34:26 (+10:37) | 63.      |

### Pálya-kerékpározás
Üldözőversenyek

| Versenyző        | Versenyszám                | Selejtező | Selejtező | Elődöntő     | Elődöntő  | Elődöntő | Döntő        | Döntő     | Döntő    |
| Versenyző        | Versenyszám                | Idő       | Hely.     | Ellenfél Idő | Saját idő | Hely.    | Ellenfél Idő | Saját idő | Helyezés |
| ---------------- | -------------------------- | --------- | --------- | ------------ | --------- | -------- | ------------ | --------- | -------- |
| David O’Loughlin | Férfi egyéni üldözőverseny | 4:26,102  | 11.       | kiesett      | kiesett   | kiesett  | kiesett      | kiesett   | kiesett  |

## Lovaglás
Díjugratás

| Versenyző   | Ló       | Versenyszám | Selejtező | Selejtező | Selejtező | Selejtező | Selejtező | Selejtező | Selejtező | Selejtező | Döntő        | Döntő        | Döntő        | Döntő        | Végeredmény  | Végeredmény  |
| Versenyző   | Ló       | Versenyszám | 1. kör    | 1. kör    | 2. kör    | 2. kör    | 2. kör    | 3. kör    | 3. kör    | 3. kör    | 1. kör       | 1. kör       | 2. kör       | 2. kör       | Végeredmény  | Végeredmény  |
| Versenyző   | Ló       | Versenyszám | Bünt.     | Hely.     | Bünt.     | Össz.     | Hely.     | Bünt.     | Össz.     | Hely.     | Bünt.        | Hely.        | Bünt.        | Hely.        | Bünt.        | Helyezés     |
| ----------- | -------- | ----------- | --------- | --------- | --------- | --------- | --------- | --------- | --------- | --------- | ------------ | ------------ | ------------ | ------------ | ------------ | ------------ |
| Denis Lynch | Lantinus | Egyéni      | 1         | 14.       | 1         | 2         | 4.        | 6         | 8         | 8.        | visszalépett | visszalépett | visszalépett | visszalépett | visszalépett | visszalépett |

Lovastusa

| Versenyző                                                                        | Ló                                                                  | Versenyszám | Díjlovaglás | Díjlovaglás | Tereplovaglás | Tereplovaglás | Tereplovaglás | Díjugratás | Díjugratás | Díjugratás | Díjugratás | Végeredmény | Végeredmény |
| Versenyző                                                                        | Ló                                                                  | Versenyszám | Díjlovaglás | Díjlovaglás | Tereplovaglás | Tereplovaglás | Tereplovaglás | 1. kör     | 1. kör     | 2. kör     | 2. kör     | Végeredmény | Végeredmény |
| Versenyző                                                                        | Ló                                                                  | Versenyszám | Bünt.       | Hely.       | Bünt.         | Hely.         | Össz.         | Bünt.      | Hely.      | Bünt.      | Hely.      | Bünt.       | Helyezés    |
| -------------------------------------------------------------------------------- | ------------------------------------------------------------------- | ----------- | ----------- | ----------- | ------------- | ------------- | ------------- | ---------- | ---------- | ---------- | ---------- | ----------- | ----------- |
| Geoffrey Curran                                                                  | Kilkishen                                                           | Egyéni      | 61,7        | 59.         | 30,4          | 39.           | 36.           | 2          | 33.        | kiesett    | kiesett    | 94,1        | 32.         |
| Niall Griffin                                                                    | Lorgaine                                                            | Egyéni      | 50,6        | 35.         | 26,4          | 41.           | 44.           | 12         | 39.        | kiesett    | kiesett    | 109,0       | 38.         |
| Louise Lyons                                                                     | Watership Down                                                      | Egyéni      | 57,4        | 55.         | 28,4          | 35.           | 34.           | 9          | 34.        | kiesett    | kiesett    | 94,8        | 33.         |
| Austin O’Connor                                                                  | Hobby Du Mee                                                        | Egyéni      | 52,8        | 42.         | 34,4          | 36.           | 39.           | 0          | 1.         | 0          | 1.         | 87,2        | 21.         |
| Patricia Donegan-Ryan                                                            | Fernhill Clover Mist                                                | Egyéni      | 78,7        | 68.         | 34,8          | 36.           | 40.           | 13         | 44.        | kiesett    | kiesett    | 126,5       | 43.         |
| Geoffrey Curran Niall Griffin Louise Lyons Austin O’Connor Patricia Donegan-Ryan | Kilkishen Lorgaine Watership Down Hobby Du Mee Fernhill Clover Mist | Csapat      | 160,8       | 10.         | 93,2          | 7.            | 7.            | 11         | 5.         |            |            | 276,1       | 8.          |

## Ökölvívás
| Versenyző         | Versenyszám  | Selejtező                   | Nyolcaddöntő                    | Negyeddöntő                     | Elődöntő                   | Döntő                          | Helyezés |
| Versenyző         | Versenyszám  | Ellenfél Eredmény           | Ellenfél Eredmény               | Ellenfél Eredmény               | Ellenfél Eredmény          | Ellenfél Eredmény              | Helyezés |
| ----------------- | ------------ | --------------------------- | ------------------------------- | ------------------------------- | -------------------------- | ------------------------------ | -------- |
| Paddy Barnes      | Papírsúly    |                             | Jose Luis Meza (ECU) · 14-8     | Lukasz Maszczyk (POL) · 11-5    | Cou Si-ming (CHN) · 0-15   | kiesett                        |          |
| John Joe Nevin    | Harmatsúly   |                             | Abd el-Halím Úrrádi (ALG) · 9-4 | Enhbatín Badar-Úgan (MGL) · 2-9 | kiesett                    | kiesett                        | 9.       |
| Johnny Joyce      | Kisváltósúly |                             | Káté Gyula (HUN) · 9-5          | Félíx Díaz (DOM) · 11-+11       | kiesett                    | kiesett                        | 9.       |
| Darren Sutherland | Középsúly    |                             | Nabíl Kászel (ALG) · 21-14 RSC  | Alfonso Blanco (VEN) · 11-1     | James DeGale (GBR) · 3-10  | kiesett                        |          |
| Kenneth Egan      | Félnehézsúly | Julius Jackson (ISV) · 22-2 | Bahram Muzaffer (TUR) · 10-2    | Washington Silva (BRA) · 8-0    | Tony Jeffries (GBR) · 10-3 | Csang Hsziao-ping (CHN) · 7-11 |          |

RSC - a játékvezető megállította a mérkőzést (fejütés)

## Sportlövészet
Férfi

| Versenyző     | Versenyszám | Selejtező | Selejtező | Döntő   | Döntő    |
| Versenyző     | Versenyszám | Pont      | Helyezés  | Pont    | Helyezés |
| ------------- | ----------- | --------- | --------- | ------- | -------- |
| Derek Burnett | Trap        | 110       | 29.       | kiesett | kiesett  |

## Tollaslabda
| Versenyző   | Versenyszám | Selejtező                                 | 32-es főtábla                     | Nyolcaddöntő      | Negyeddöntő       | Elődöntő          | Bronz- mérkőzés   | Döntő             | Helyezés |
| Versenyző   | Versenyszám | Ellenfél Eredmény                         | Ellenfél Eredmény                 | Ellenfél Eredmény | Ellenfél Eredmény | Ellenfél Eredmény | Ellenfél Eredmény | Ellenfél Eredmény | Helyezés |
| ----------- | ----------- | ----------------------------------------- | --------------------------------- | ----------------- | ----------------- | ----------------- | ----------------- | ----------------- | -------- |
| Scott Evans | Férfi egyes | Marc Zwiebler (GER) · 18-21, 21-18, 19-21 | kiesett                           | kiesett           | kiesett           | kiesett           | kiesett           | kiesett           | 33.      |
| Chloe Magee | Női egyes   | Kati Tolmoff (EST) · 18-21, 21-18, 21-19  | Cson Dzsejon (KOR) · 12-21, 13-21 | kiesett           | kiesett           | kiesett           | kiesett           | kiesett           | 17.      |

## Triatlon
| Versenyző  | Versenyszám | 1,5 km úszás | 1,5 km úszás | 40 km kerékpározás | 40 km kerékpározás | 10 km futás | 10 km futás | Összesítés | Összesítés |
| Versenyző  | Versenyszám | Idő          | Hely.        | Idő                | Hely.              | Idő         | Hely.       | Idő        | Helyezés   |
| ---------- | ----------- | ------------ | ------------ | ------------------ | ------------------ | ----------- | ----------- | ---------- | ---------- |
| Emma Davis | Női         | 20:17        | 35.          | 1:06:03            | 33.                | 39:09       | 36.         | 2:06:29,36 | 37.        |

## Úszás
Férfi

| Versenyző   | Versenyszám | Előfutam | Előfutam | Előfutam | Elődöntő | Elődöntő | Elődöntő | Döntő   | Döntő    |
| Versenyző   | Versenyszám | Idő      | Hely.    | Össz.    | Idő      | Hely.    | Össz.    | Idő     | Helyezés |
| ----------- | ----------- | -------- | -------- | -------- | -------- | -------- | -------- | ------- | -------- |
| Andrew Bree | 100 m mell  | 1:01,76  | 2.       | 30.      | kiesett  | kiesett  | kiesett  | kiesett | kiesett  |
| Andrew Bree | 200 m mell  | 2:10,91  | 1.       | 12.      | 2:10,16  | 5.       | 11.      | kiesett | kiesett  |

Női

| Versenyző      | Versenyszám | Előfutam | Előfutam | Előfutam | Elődöntő | Elődöntő | Elődöntő | Döntő   | Döntő    |
| Versenyző      | Versenyszám | Idő      | Hely.    | Össz.    | Idő      | Hely.    | Össz.    | Idő     | Helyezés |
| -------------- | ----------- | -------- | -------- | -------- | -------- | -------- | -------- | ------- | -------- |
| Aisling Cooney | 100 m hát   | 1:02,50  | 7.       | 31.      | kiesett  | kiesett  | kiesett  | kiesett | kiesett  |
| Melanie Nocher | 200 m hát   | 2:12,29  | 1.       | 20.      | kiesett  | kiesett  | kiesett  | kiesett | kiesett  |
| Melanie Nocher | 200 m gyors | 2:04,29  | 7.       | 43.      | kiesett  | kiesett  | kiesett  | kiesett | kiesett  |

## Vitorlázás
Férfi

| Versenyző                   | Versenyszám    | Futam | Futam | Futam | Futam | Futam | Futam | Futam | Futam | Futam | Futam | Futam | Pontszám | Helyezés |
| Versenyző                   | Versenyszám    | 1     | 2     | 3     | 4     | 5     | 6     | 7     | 8     | 9     | 10    | É     | Pontszám | Helyezés |
| --------------------------- | -------------- | ----- | ----- | ----- | ----- | ----- | ----- | ----- | ----- | ----- | ----- | ----- | -------- | -------- |
| Philip Lawton Gerald Owens  | 470-es osztály | 22    | 1     | 17    | 15    | 1     | 25    | 21    | 15    | 13    | 24    | -     | 129      | 16.      |
| Stephen Milne Peter O’Leary | Csillaghajó    | 6     | 12    | 7     | 10    | 12    | 13    | 13    | 8     | 11    | 12    | -     | 91       | 13.      |

Női

| Versenyző   | Versenyszám  | Futam | Futam | Futam | Futam | Futam | Futam | Futam | Futam | Futam | Futam | Pontszám | Helyezés |
| Versenyző   | Versenyszám  | 1     | 2     | 3     | 4     | 5     | 6     | 7     | 8     | 9     | É     | Pontszám | Helyezés |
| ----------- | ------------ | ----- | ----- | ----- | ----- | ----- | ----- | ----- | ----- | ----- | ----- | -------- | -------- |
| Ciara Peelo | Laser radial | 23    | 17    | 15    | 7     | 13    | 24    | 25    | 18    | 10    | -     | 127      | 20.      |

Nyílt

| Versenyző    | Versenyszám | Futam | Futam | Futam | Futam | Futam | Futam | Futam | Futam | Futam | Pontszám | Helyezés |
| Versenyző    | Versenyszám | 1     | 2     | 3     | 4     | 5     | 6     | 7     | 8     | É     | Pontszám | Helyezés |
| ------------ | ----------- | ----- | ----- | ----- | ----- | ----- | ----- | ----- | ----- | ----- | -------- | -------- |
| Tim Goodbody | Finn dingi  | 22    | 13    | 15    | 15    | 17    | 16    | 21    | 15    | -     | 112      | 21.      |

É - éremfutam

## Vívás
Női

| Versenyző     | Versenyszám  | Selejtező                     | 32-es főtábla     | Nyolcaddöntő      | Negyeddöntő       | Elődöntő          | Bronz- mérkőzés   | Döntő             | Helyezés |
| Versenyző     | Versenyszám  | Ellenfél Eredmény             | Ellenfél Eredmény | Ellenfél Eredmény | Ellenfél Eredmény | Ellenfél Eredmény | Ellenfél Eredmény | Ellenfél Eredmény | Helyezés |
| ------------- | ------------ | ----------------------------- | ----------------- | ----------------- | ----------------- | ----------------- | ----------------- | ----------------- | -------- |
| Siobhan Byrne | Kard, egyéni | Irena Wieckowska (POL) · 8-15 | kiesett           | kiesett           | kiesett           | kiesett           | kiesett           | kiesett           | 36.      |